# Adam Ludwig Lewenhaupt
Adam Ludwig Lewenhaupt (ur. 15 kwietnia 1659, zm. 12 lutego 1719) – szwedzki generał.

## Życiorys
Lewenhaupt uczył się na uniwersytetach w Lund i Uppsali, by następnie rozpocząć karierę dyplomatyczną i na koniec stwierdzić, że dyplomacja w ogóle go nie interesuje. Postanowił sprawdzić się w zawodzie żołnierza, ale wojskową służbę rozpoczął nie w armii szwedzkiej, lecz w holenderskiej. Dopiero po kilku latach służby w Holandii wrócił do Szwecji. W chwili wybuchu Wielkiej Wojny Północnej powierzono mu dowództwo nad nowo utworzonym regimentem piechoty. Był jednym z nielicznych dowódców szwedzkich, którzy odnosili sukcesy w walce z Rosjanami w rejonie Bałtyku w okresie walk króla Szwecji na obszarze Rzeczypospolitej i Saksonii. Z tego powodu w 1705 mianowany został gubernatorem Rygi. W 1708 otrzymał rozkaz dostarczenia zaopatrzenia armii Karola XII, maszerującej w głąb Rosji. Ruszył więc na południe z armią liczącą 13 500 żołnierzy i 7000 wozami z amunicją i żywnością. To doprowadziło do bitwy pod Leśną, w której został kompletnie pobity, tracąc niemal całe zaopatrzenie. Bez zaopatrzenia i z zaledwie 6000 żołnierzy dołączył później do Karola XII. W 1709 w katastrofalnej bitwie pod Połtawą otrzymał dowództwo nad piechotą. Podczas rozpaczliwego odwrotu dopadnięty przez ścigających go Rosjan, skapitulował w Perewołocznej nad Dnieprem. Zmarł w rosyjskiej niewoli w 1719.